# Spenglerův pohár 2023
Spenglerův pohár 2023 byl 95. ročníkem turnaje hokejových klubů, který se konal od 26. do 31. prosince 2023 ve švýcarském Davosu na Eisstadion Davos. Účastnilo se jej šest celků (pět evropských klubů a výběr Kanady složený z hokejistů hrajících v evropských ligách), které byly rozděleny do dvou skupin po třech. Jedna byla pojmenovaná po Richardu Torrianim, druhá po Hansi Cattinim. 

## Účastníci turnaje
- HC Davos (hostitel)
- HC Ambrì-Piotta
- HC Dynamo Pardubice
- Tým Kanady
- Frölunda HC
- KalPa

## Zápasy
Všechny časy zápasů jsou uvedeny ve středoevropském čase (SEČ).

### Skupinová fáze
| Vysvětlivky           |
| --------------------- |
| Postup do semifinále  |
| Postup do čtvrtfinále |

#### Torrianihoskupina
| Poř. | Tým                 | Z | V | VP | PP | P | VG | OG | B |
| ---- | ------------------- | - | - | -- | -- | - | -- | -- | - |
| 1.   | HC Dynamo Pardubice | 2 | 1 | 1  | 0  | 0 | 5  | 3  | 5 |
| 2.   | HC Ambrì-Piotta     | 2 | 1 | 0  | 1  | 0 | 7  | 6  | 4 |
| 3.   | KalPa               | 2 | 0 | 0  | 0  | 2 | 4  | 7  | 0 |

| 26. prosince 2023 14:10 | HC Ambrì-Piotta | 2 : 3 PP (2:0, 0:1, 0:1 – 0:1) | HC Dynamo Pardubice | Eisstadion Davos, Davos Návštěvnost: 6 267 |  |

| Report                                                          |                                                                 |                     |                                                                         |  |
| Janne Juvonen                                                   | Janne Juvonen                                                   | Brankáři            | Roman Will                                                              |  |
| Formenton (Dauphin) 01:02' Formenton (Virtanen, Dauphin) 08:10' | Formenton (Dauphin) 01:02' Formenton (Virtanen, Dauphin) 08:10' | 1:0 2:0 2:1 2:2 2:3 | 29:18' Paulovič (Poulíček) 47:35' Zohorna (Kousal, Hájek) 61:15' Sedlák |  |
| 6 min                                                           | 6 min                                                           | Tresty              | 4 min                                                                   |  |

| 27. prosince 2023 15:10 | KalPa | 3 : 5 (0:1, 2:1, 1:3) | HC Ambrì-Piotta | Eisstadion Davos, Davos Návštěvnost: 6 267 |  |

| Report                                                                                          |                                                                                                 |                                 | |  |
| Stefanos Lekkas                                                                                 | Stefanos Lekkas                                                                                 | Brankáři                        | Benjamin Conz |  |
| Korhonen (Lantta) 22:01' Kantner (Klemetti, Rissanen) 36:36' Korhonen (Sissons, Mäenpää) 52:08' | Korhonen (Lantta) 22:01' Kantner (Klemetti, Rissanen) 36:36' Korhonen (Sissons, Mäenpää) 52:08' | 0:1 1:1 1:2 2:2 2:3 2:4 3:4 3:5 | 18:28' Formenton (Heed, Zwerger) 23:20' Lilja (Heed, Špaček) 41:25' Heed 44:15' Mueller (Formenton, Virtanen) 58:23' Dauphin (Formenton, Heed, do prázdné branky) |  |
| 6 min                                                                                           | 6 min                                                                                           | Tresty                          | 6 min |  |

| 28. prosince 2023 15:10 | HC Dynamo Pardubice | 2 : 1 (0:0, 0:0, 2:1) | KalPa | Eisstadion Davos, Davos Návštěvnost: 6 267 |  |

| Report                                                  |                                                         |             |                                     |  |
| Milan Klouček                                           | Milan Klouček                                           | Brankáři    | Juha Jatkola                        |  |
| Kousal (Radil, Zohorna) 41:09' Zohorna (Klouček) 57:06' | Kousal (Radil, Zohorna) 41:09' Zohorna (Klouček) 57:06' | 1:0 1:1 2:1 | 48:30' Klemetti (Sissons, Pitkänen) |  |

#### Cattinihoskupina
| Poř. | Tým         | Z | V | VP | PP | P | VG | OG | B |
| ---- | ----------- | - | - | -- | -- | - | -- | -- | - |
| 1.   | HC Davos    | 2 | 2 | 0  | 0  | 0 | 8  | 4  | 6 |
| 2.   | Tým Kanady  | 2 | 1 | 0  | 0  | 1 | 7  | 4  | 3 |
| 3.   | Frölunda HC | 2 | 0 | 0  | 0  | 2 | 1  | 8  | 0 |

| 26. prosince 2023 20:15 | Frölunda HC | 0 : 4 (0:2, 0:2, 0:0) | Tým Kanady | Eisstadion Davos, Davos Návštěvnost: 6 267 |  |

| Report         |                |                 | |  |
| Frans Tuohimaa | Frans Tuohimaa | Brankáři        | Aaron Dell |  |
|                |                | 0:1 0:2 0:3 0:4 | 16:58' Smith (Quenneville, Rizzo) 18:09' Hazen (Heatherington, Smith) 32:45' Knight (Hazen, Smith) 34:57' Hazen (Leslie, DiDomenico) |  |
| 31 min         | 31 min         | Tresty          | 12 min |  |

| 27. prosince 2023 20:15 | HC Davos | 4 : 1 (1:0, 1:0, 2:1) | Frölunda HC | Eisstadion Davos, Davos Návštěvnost: 6 267 |  |

| Report | |                     |                            |  |
| Sandro Aeschlimann | Sandro Aeschlimann | Brankáři            | Lars Johansson             |  |
| Rasmussen (Dahlbeck, Stránský) 15:56' Rasmussen (Andersson, Haapala) 36:54' Dahlbeck (Corvi, Olofsson) 48:45' Knak (do prázdné branky) 58:43' | Rasmussen (Dahlbeck, Stránský) 15:56' Rasmussen (Andersson, Haapala) 36:54' Dahlbeck (Corvi, Olofsson) 48:45' Knak (do prázdné branky) 58:43' | 1:0 2:0 2:1 3:1 4:1 | 46:27' Borg (Hasa, Innala) |  |
| 2 min | 2 min | Tresty              | 4 min                      |  |

| 28. prosince 2023 15:10 | Tým Kanady | 3 : 4 (1:0, 2:1, 0:3) | HC Davos | Eisstadion Davos, Davos Návštěvnost: 6 267 |  |

| Report                                                                                              | |                             | |  |
| Thomas Milic (od 47. minuty Aaron Dell)                                                             | Thomas Milic (od 47. minuty Aaron Dell)                                                             | Brankáři                    | Gilles Senn |  |
| Jooris (Sceviour, Asselin) 04:48' Joly (Leslie, Quenneville) 37:23' Quenneville (Rizzo, Ang) 39:02' | Jooris (Sceviour, Asselin) 04:48' Joly (Leslie, Quenneville) 37:23' Quenneville (Rizzo, Ang) 39:02' | 1:0 1:1 2:1 3:1 3:2 3:3 3:4 | 30:54' Haapala (Rasmussen, Dahlbeck) 41:25' Fora (Olofsson, Wieser) 50:02' Ambühl (Haapala, Rasmussen) 56:16' Andersson (Wieser, Corvi) |  |
| 12 min                                                                                              | 12 min                                                                                              | Tresty                      | 12 min |  |

### Vyřazovací fáze

#### Čtvrtfinále
| 29. prosince 2023 15:10 | HC Ambrì-Piotta | 0 : 5 (0:0, 0:2, 0:3) | Frölunda HC | Eisstadion Davos, Davos Návštěvnost: 6 267 |  |

| Report        |               |                     | |  |
| Janne Juvonen | Janne Juvonen | Brankáři            | Lars Johansson |  |
|               |               | 0:1 0:2 0:3 0:4 0:5 | 31:17' Öberg (Künzle) 39:18' Friberg (Strömwall, Tömmernes) 44:11' Hasa (Innala, Borg) 45:23' Innala (Tömmernes, Strömwall) 51:11' Dowe Nilsson (Folin, Lasu) |  |
| 12 min        | 12 min        | Tresty              | 8 min |  |

| 29. prosince 2023 20:15 | Tým Kanady | 6 : 3 (2:0, 1:0, 3:3) | KalPa | Eisstadion Davos, Davos Návštěvnost: 6 267 |  |

| Report | |                                     | |  |
| Aaron Dell (od 56. minuty Tylar Beskorowany) | Aaron Dell (od 56. minuty Tylar Beskorowany) | Brankáři                            | Juha Jatkola (od 43. minuty Stefanos Lekkas)                                                        |  |
| Ang (Grant, Morley) 03:48' Quenneville (LaLeggia) 05:08' DiDomenico (Leslie, Audette) 38:44' Hazen (Knight, DiDomenico) 41:36' Asselin (Smith, Quenneville) 42:04' DiDomenico (Knight, do prázdné branky) 59:18' | Ang (Grant, Morley) 03:48' Quenneville (LaLeggia) 05:08' DiDomenico (Leslie, Audette) 38:44' Hazen (Knight, DiDomenico) 41:36' Asselin (Smith, Quenneville) 42:04' DiDomenico (Knight, do prázdné branky) 59:18' | 1:0 2:0 3:0 4:0 5:0 5:1 5:2 5:3 6:3 | 46:09' Sissons (Räsänen) 52:53' Rissanen (Klemetti, Kapanen) 57:34' Simontaival (Rissanen, Räsänen) |  |
| 4 min | 4 min | Tresty                              | 8 min                                                                                               |  |

#### Semifinále
| 30. prosince 2023 15:10 | HC Davos | 4 : 3 PP (1:1, 2:1, 0:1 – 1:0) | Frölunda HC | Eisstadion Davos, Davos Návštěvnost: 6 267 |  |

| Report                                                                                              | |                             |                                                                                              |  |
| Sandro Aeschlimann                                                                                  | Sandro Aeschlimann                                                                                  | Brankáři                    | Lars Johansson                                                                               |  |
| Andersson (Bristedt, Nordström) 04:14' Rasmussen (Haapala, Jung) 23:33' Corvi 35:32' Haapala 60:51' | Andersson (Bristedt, Nordström) 04:14' Rasmussen (Haapala, Jung) 23:33' Corvi 35:32' Haapala 60:51' | 1:0 1:1 1:2 2:2 3:2 3:3 4:3 | 14:55' Borg (Halbgewachs, Innala) 22:03' Klingberg (Lasu) 52:56' Strömwall (Högberg, Innala) |  |
| 4 min                                                                                               | 4 min                                                                                               | Tresty                      | 10 min                                                                                       |  |

| 30. prosince 2023 20:15 | HC Dynamo Pardubice | 4 : 3 (0:0, 1:2, 3:1) | Tým Kanady | Eisstadion Davos, Davos Návštěvnost: 6 267 |  |

| Report | |                             |                                                                                |  |
| Milan Klouček                                                                                                  | Milan Klouček                                                                                                  | Brankáři                    | Aaron Dell                                                                     |  |
| Radil (Košťálek, Kousal) 24:37' Radil (Čerešňák, Kaut) 56:04' Kaut (Košťálek) 58:37' Paulovič (Zohorna) 59:21' | Radil (Košťálek, Kousal) 24:37' Radil (Čerešňák, Kaut) 56:04' Kaut (Košťálek) 58:37' Paulovič (Zohorna) 59:21' | 0:1 1:1 1:2 1:3 2:3 3:3 4:3 | 20:24' Hazen (DiDomenico, Benn) 39:58' Grant (Quenneville, Smith) 42:00' Grant |  |
| 14 min | 14 min | Tresty                      | 47 min                                                                         |  |

#### Finále
| 31. prosince 2023 12:10 | HC Davos | 5 : 3 (1:0, 2:2, 2:1) | HC Dynamo Pardubice | Eisstadion Davos, Davos Návštěvnost: 6 267 |  |

| Report | |                                 |                                                                                            |  |
| Sandro Aeschlimann | Sandro Aeschlimann | Brankáři                        | Milan Klouček                                                                              |  |
| Rasmussen (Haapala) 12:55' Corvi (Olofsson, Wieser) 31:17' Dahlbeck (Wieser, Olofsson) 38:58' Rasmussen (Haapala) 40:31' Olofsson (Wieser, Corvi) 42:25' | Rasmussen (Haapala) 12:55' Corvi (Olofsson, Wieser) 31:17' Dahlbeck (Wieser, Olofsson) 38:58' Rasmussen (Haapala) 40:31' Olofsson (Wieser, Corvi) 42:25' | 1:0 2:0 2:1 2:2 3:2 4:2 5:2 5:3 | 36:28' Hyka (Radil, Čerešňák) 36:41' Kousal (Radil) 52:09' Mandát (Pochobradský, Košťálek) |  |
| 4 min | 4 min | Tresty                          | 6 min                                                                                      |  |

## All-Star Tým
| Pozice  | Hráč               | Tým                 |
| ------- | ------------------ | ------------------- |
| Brankář | Sandro Aeschlimann | HC Davos            |
| Obránce | Peter Čerešňák     | HC Dynamo Pardubice |
| Obránce | Ty Smith           | Tým Kanady          |
| Útočník | Alex Formenton     | HC Ambrì-Piotta     |
| Útočník | Jonathan Hazen     | Tým Kanady          |
| Útočník | Dennis Rasmussen   | HC Davos            |